# Asellia
Asellia là một chi động vật có vú trong họ Dơi nếp mũi, bộ Dơi. Chi này được Gray miêu tả năm 1838. Loài điển hình của chi này là Rhinolophus tridens E. Geoffroy, 1813.

## Các loài
Chi này gồm các loài: